# انکرام (نیویورک)
انکرام، نیو یورک (به انگلیسی: Ancram, New York) یک منطقهٔ مسکونی در ایالات متحده آمریکا است که در ایالت نیویورک واقع شده‌است.

## خصوصیات
انکرام ۱۱۰٫۸ کیلومترمربع مساحت و ۱٬۵۷۳ نفر جمعیت دارد و ۱۵۴ متر بالاتر از سطح دریا واقع شده‌است.